# Olivet (Mayenne)
Olivet és un municipi francès situat al departament de Mayenne i a la regió de País del Loira. L'any 2007 tenia 422 habitants.

## Demografia

### Població
El 2007 la població de fet d'Olivet era de 422 persones. Hi havia 157 famílies de les quals 28 eren unipersonals (20 homes vivint sols i 8 dones vivint soles), 55 parelles sense fills, 62 parelles amb fills i 12 famílies monoparentals amb fills.
La població ha evolucionat segons el següent gràfic:
Habitants censats

### Habitatges
El 2007 hi havia 189 habitatges, 157 eren l'habitatge principal de la família, 19 eren segones residències i 13 estaven desocupats. Tots els 189 habitatges eren cases. Dels 157 habitatges principals, 130 estaven ocupats pels seus propietaris, 25 estaven llogats i ocupats pels llogaters i 2 estaven cedits a títol gratuït; 9 tenien dues cambres, 20 en tenien tres, 37 en tenien quatre i 92 en tenien cinc o més. 125 habitatges disposaven pel capbaix d'una plaça de pàrquing. A 63 habitatges hi havia un automòbil i a 86 n'hi havia dos o més.

### Piràmide de població
La piràmide de població per edats i sexe el 2009 era:
| Homes | Edats   | Dones |
| ----- | ------- | ----- |
| 0     | 95 o +  | 0     |
| 0     | 90 a 94 | 0     |
| 4     | 85 a 89 | 0     |
| 4     | 80 a 84 | 4     |
| 4     | 75 a 79 | 12    |
| 12    | 70 a 74 | 12    |
| 4     | 65 a 69 | 4     |
| 0     | 60 a 64 | 4     |
| 20    | 55 a 59 | 8     |
| 4     | 50 a 54 | 12    |
| 12    | 45 a 49 | 12    |
| 0     | 40 a 44 | 16    |
| 28    | 35 a 39 | 8     |
| 20    | 30 a 34 | 16    |
| 24    | 25 a 29 | 20    |
| 4     | 20 a 24 | 8     |
| 20    | 15 a 19 | 12    |
| 16    | 10 a 14 | 4     |
| 20    | 5 a 9   | 12    |
| 16    | 0 a 4   | 20    |

## Economia
El 2007 la població en edat de treballar era de 286 persones, 236 eren actives i 50 eren inactives. De les 236 persones actives 227 estaven ocupades (120 homes i 107 dones) i 9 estaven aturades (5 homes i 4 dones). De les 50 persones inactives 19 estaven jubilades, 12 estaven estudiant i 19 estaven classificades com a «altres inactius».

### Ingressos
El 2009 a Olivet hi havia 160 unitats fiscals que integraven 438,5 persones, la mediana anual d'ingressos fiscals per persona era de 17.988 €.

### Activitats econòmiques
Dels 7  establiments que hi havia el 2007, 4 eren d'empreses de construcció, 2 d'empreses de comerç i reparació d'automòbils i 1 d'una empresa de serveis.
Dels 6 establiments de servei als particulars que hi havia el 2009, 1 era un taller de reparació d'automòbils i de material agrícola, 3 guixaires pintors, 1 fusteria i 1 perruqueria.
L'únic establiment comercial que hi havia el 2009 era una botiga d'equipament de la llar.
L'any 2000 a Olivet hi havia 24 explotacions agrícoles que ocupaven un total de 308 hectàrees.

## Poblacions més properes
El següent diagrama mostra les poblacions més properes.